# Tingiometrinae
Tingiometrinae is een onderfamilie van wantsen binnen de familie Tingidae (Netwantsen). De familie werd in 2015 beschreven door Ernst Heiss, Victor B. Golub en Joeri Aleksandrovitsj Popov.

## Taxonomie
De familie bevat slechts een enkel geslacht:

- Tingiometra Heiss, Golub & Popov, 2015